# Мужчине живётся трудно. Фильм 19: Торадзиро и барин
«Мужчине живётся трудно. Фильм 19: Торадзиро и барин» (яп. 男はつらいよ　寅次郎と殿様, отоко-ва цурай ё: тородзиро то тоносама; англ. Tora-san Meets His Lordship (Tora-san 19) — японская комедия режиссёра Ёдзи Ямады, вышедшая на экраны в 1977 году. Девятнадцатый по счёту сюжет о незадачливом торговце вразнос Тора-сане не был так популярен у публики, как его предшественник «Мужчине живётся трудно. Фильм 18: Собрание возвышенных чувств Торадзиро» и не получил столь высокие оценки критиков, как снятая тем же Ёдзи Ямадой в том же году кинодрама «Жёлтый платочек счастья», и тем не менее, по результатам японского проката 1977 года занял 9 место в бокс-офисе, опережая такие голливудские хиты, как комедия «Несносные медведи», третья часть сериала о Грязном Гарри «Блюститель закона» и фильм-катастрофа «Аэропорт 77». Фильм посмотрели 1 млн. 420 тыс. японских зрителей, сборы от проката составили 849 миллионов иен.

## Сюжет
Очередная история о Тора-сане, странствующем торговеце вразнос (каковых в Японии называют — тэкия) как это уже принято в каждой серии, начинается с его возвращения из путешествий по стране в родной дом в Сибамате (Токио). Как и обычно счастливая встреча с родными недолговечна. В отсутствие Торадзиро родственники приютили в доме приблудную собачонку, которой дали имя — Тора, и это теперь начало приводить ко всякого рода путанице: когда семья и соседи пытаются подозвать пса, то откликается Тора-сан. Вскоре это приводит к различного рода стычкам между Торадзиро и его тётей Цунэ, дядей Рюдзо, а также примкнувшем к ним Умэтаро Кацурой (владельцем расположенной по соседству типографии). Наконец, вспылив, Тора-сан собирает свои вещи и, хлопнув дверью, удаляется вновь странствовать.
Он путешествует по острову Сикоку, где он добр с повстречавшейся ему одинокой женщиной Марико. Затем встречает эксцентричного старика Мунэкиё Тодо, который ведёт себя как достойный даймё из феодальной Японии. Как оказалось, он — богатый прямой потомок господина Мунэясу из клана Иё Осу и по своему положению сопоставим с британским лордом. Тора-сан пытается изо всех сил угодить его светлости, отчего главный помощник лорда, Сицудзи считает, что он пытается воспользоваться стариком. Однако подлинная непритязательность Тора-сана очаровывает старика Тодо.
Сын лорда давно умер и с тех пор он живёт в уединении. Когда-то он выступал против брака своего сына с красавицей Марико, вследствие чего разорвал с отпрыском всяческие отношения. Теперь лорд хочет примириться со своей невесткой и вознаградить её, но не знает где она. Всё, что он знает, это то, что женщина живёт в Токио. Поэтому он просит Тора-сана помочь ему в поисках. Хотя это было довольно сложным, однако Тора-сан находит Марико. Лорд наконец примиряется со своей невесткой и рекомендует ей вступить в повторный брак с… Тора-саном.

## В ролях
- Киёси Ацуми — Торадзиро Курума (или Тора-сан)
- Тиэко Байсё — Сакура, сестра Торадзиро
- Кёко Мая — Марико Цуцуми
- Масами Симодзё — Рюдзо, дядя Тора-сана
- Тиэко Мисаки — Цунэ, тётя Тора-сана
- Гин Маэда — Хироси Сува, муж Сакуры
- Хисао Дадзай — Умэтаро (босс Хироси)
- Гадзиро Сато — Гэн
- Хаято Накамура — Мицуо Сува, сын Сакуры и Хироси, племянник Тора-сана
- Тисю Рю — священник
- Ёсио Ёсида — Цурухатиро Бандо
- Акира Тэрао — сотрудник полиции
- Акихико Хирата — Мунэмити
- Мива Сайто — женщина в гостинице
- Ёсино Тани — прислуга в гостинице
- Мари Окамото — Саюри Оодзора
- Кандзюро Араси — Мунэкиё Тодо (лорд)
- Норихэй Мики — Рокурота Ёсида, дворецкий

## Премьеры
- — национальная премьера фильма состоялась 6 августа 1977 года в Токио[4].
- — премьера в США 25 августа 1978 года[5].

## Награды и номинации
Премия Японской киноакадемии
- 2-я церемония вручения премии (1978)[6]

Номинации:
- за лучшее исполнение главной мужской роли 1977 года — Киёси Ацуми (ex aequo: «Мужчине живётся трудно. Фильм 20: Держись, Торадзиро!» и «Деревня восьми могил»).
- за лучшее исполнение главной женской роли 1977 года — Тиэко Байсё (ex aequo: «Мужчине живётся трудно. Фильм 20: Держись, Торадзиро!» и «Жёлтый платочек счастья»).

Премия журнала «Кинэма Дзюмпо» (1978)
- Номинация на премию за лучший фильм 1977 года, однако по результатам голосования занял лишь 19 место.